# Tungnaárfell
Tungnaárfell är en kulle i republiken Island. Den ligger i regionen Suðurland, 140 km öster om huvudstaden Reykjavík. Toppen på Tungnaárfell är 627 meter över havet.
Trakten runt Tungnaárfell är nära nog obefolkad, med mindre än två invånare per kvadratkilometer. Det finns inga samhällen i närheten. Trakten runt Tungnaárfell är ofruktbar med lite eller ingen växtlighet.